# Leptotyphlops
Leptotyphlops é um gênero de cobras não-peçonhentas da família Leptotyphlopidae, conhecidas normalmente popularmente como cobra-chumbinho, encontrada na América do Sul e do Norte, África, subcontinente indiano e sudoeste da Ásia. Atualmente, 87 espécies são conhecidas.

## Descrição
A maioria das espécies parecem com minhocas, são rosas ou marrons e suas escamas dão uma aparência de segmentos. Outras espécies são pretas, mas tem a mesma estrutura fisiológica. Seus olhos são muito reduzidos, ao ponto de inutilidade, e escondido atrás de escamas protetoras. As espécies chamadas de chumbinho são chamadas assim por causa da coloração sua negra e brilhante.

## Localização geográfica
São encontradas na América, África e Ásia. Nas Américas são encontradas no sudoeste dos Estados Unidos, para o sul até a maior parte das Américas Central e do Sul, até Uruguai e Argentina. São encontradas também em São Salvador, nas Bahamas, no Haiti, na República Dominicana e as Pequenas Antilhas. Também são encontradasna Ilha Socotorá. Na Ásia, se encontrar na Índia e no Paquistão.[carece de fontes?]

## Comportamento
Todas são subterrâneas, passando a maior parte do seu tempo dentro de solo solto, normalmente só subindo para superfície quando chove e o solo fica saturado de água.

## Alimentação
Se alimentam principalmente de larvas de formigas e cupins.

## Espécies
| Espécies           | Autoridade binomial                   |
| ------------------ | ------------------------------------- |
| L. aethiopicus     | Broadley & Wallach, 2007              |
| L. affinis         | (Boulenger, 1884)                     |
| L. albifrons       | (Wagler, 1824)                        |
| L. albipunctus     | (Jan, 1861)                           |
| L. albiventer      | Hallermann & Rödel, 1995              |
| L. anthracinus     | Bailey, 1946                          |
| L. asbolepis       | Thomas, McDiarmid & F. Thompson, 1985 |
| L. australis       | Freiberg & Orejas-Miranda, 1968       |
| L. bicolor         | (Jan, 1860)                           |
| L. bilineatus      | (Schlegel, 1839)                      |
| L. blanfordii      | (Boulenger, 1890)                     |
| L. borapeliotes    | Vanzolini, 1996                       |
| L. borrichianus    | (Degerbøl, 1923)                      |
| L. boulengeri      | (Boettger, 1913)                      |
| L. brasiliensis    | Laurent, 1949                         |
| L. bressoni        | Taylor, 1939                          |
| L. brevicaudus     | (Bocage, 1887)                        |
| L. brevissimus     | Shreve, 1964                          |
| L. broadleyi       | Wallach & Hahn, 1997                  |
| L. breuili         | Hedges, 2008                          |
| L. burii           | (Boulenger, 1905)                     |
| L. cairi           | (A.M.C. Duméril & Bibron, 1844)       |
| L. calypso         | Thomas, McDiarmid & F. Thompson, 1985 |
| L. carlae          | Hedges, 2008                          |
| L. collaris        | Hoogmoed, 1977                        |
| L. columbi         | Klauber, 1939                         |
| L. conjunctus      | (Jan, 1861)                           |
| L. cupinensis      | Bailey & Carvalho, 1946               |
| L. debilis         | (Chabanaud, 1918)                     |
| L. diaplocius      | Orejas-Miranda, 1969                  |
| L. dimidiatus      | (Jan, 1861)                           |
| L. dissimilis      | (Bocage, 1886)                        |
| L. distanti        | (Boulenger, 1892)                     |
| L. drewesi         | Wallach, 1996                         |
| L. dugandi         | Dunn, 1944                            |
| L. dulcis          | (Baird & Girard, 1853)                |
| L. emini           | (Boulenger, 1890)                     |
| L. filiformis      | (Boulenger, 1899)                     |
| L. fitzingeri      | (Jan, 1861)                           |
| L. gestri          | (Boulenger, 1906)                     |
| L. goudotii        | (A.M.C. Duméril & Bibron, 1844)       |
| L. gracilior       | (Boulenger, 1910)                     |
| L. guayaquilensis  | Orejas-Miranda & G. Peters, 1970      |
| L. hamulirostris   | (Nikolsky, 1907)                      |
| L. howelli         | Broadley & Wallach, 2007              |
| L. humilis         | (Baird & Girard, 1853)                |
| L. incognitus      | Broadley & Watson, 1976               |
| L. jacobseni       | Broadley & S. Broadley, 1999          |
| L. joshuai         | Dunn, 1944                            |
| L. kafubi          | (Boulenger, 1919)                     |
| L. keniensis       | Broadley & Wallach, 2007              |
| L. koppesi         | Amaral, 1955                          |
| L. labialis        | (Sternfeld, 1908)                     |
| L. latirostris     | (Sternfeld, 1912)                     |
| L. leptepileptus   | Thomas, McDiarmid & F. Thompson, 1985 |
| L. longicaudus     | (W. Peters, 1854)                     |
| L. macrolepis      | (W. Peters, 1857)                     |
| L. macrops         | Broadley & Wallach, 1996              |
| L. macrorhynchus   | (Jan, 1860)                           |
| L. macrurus        | (Boulenger, 1903)                     |
| L. maximus         | Loveridge, 1932                       |
| L. mbanjensis      | Broadley & Wallach, 2007              |
| L. melanotermus    | (Cope, 1862)                          |
| L. melanurus       | Schmidt & Walker, 1943                |
| L. merkeri         | (F. Werner, 1909)                     |
| L. munoai          | Orejas-Miranda, 1961                  |
| L. narirostris     | (W. Peters, 1867)                     |
| L. nasalis         | Taylor, 1940                          |
| L. natatrix        | (Andersson, 1937)                     |
| L. nicefori        | Dunn, 1946                            |
| L. nigricansT      | (Schlegel, 1839)                      |
| L. nigroterminus   | Broadley & Wallach, 2007              |
| L. nursii          | (Anderson, 1896)                      |
| L. occidentalis    | FitzSimons, 1962                      |
| L. pembae          | Loveridge, 1941                       |
| L. perreti         | Roux-Estève, 1979                     |
| L. peruvianus      | Orejas-Miranda, 1969                  |
| L. pitmani         | Broadley & Wallach, 2007              |
| L. pungwensis      | Broadley & Wallach, 1997              |
| L. pyrites         | Thomas, 1965                          |
| L. reticulatus     | (Boulenger, 1906)                     |
| L. rostratus       | (Bocage, 1886)                        |
| L. rubrolineatus   | (F. Werner, 1901)                     |
| L. rufidorsus      | Taylor, 1940                          |
| L. salgueiroi      | Amaral, 1955                          |
| L. scutifrons      | (W. Peters, 1854)                     |
| L. septemstriatus  | (Schneider, 1801)                     |
| L. signatus        | (Jan, 1861)                           |
| L. striatulus      | H.M. Smith & Laufe, 1945              |
| L. subcrotillus    | Klauber, 1939                         |
| L. sundewalli      | (Jan, 1861)                           |
| L. sylvicolus      | Broadley & Wallach, 1997              |
| L. tanae           | Broadley & Wallach, 2007              |
| L. teaguei         | Orejas-Miranda, 1964                  |
| L. telloi          | Broadley & Watson, 1976               |
| L. tesselatus      | (Tschudi, 1845)                       |
| L. tricolor        | Orejas-Miranda & Zug, 1974            |
| L. undecimstriatus | (Schlegel, 1839)                      |
| L. unguirostris    | (Boulenger, 1902)                     |
| L. variabilis      | (Scortecci, 1928)                     |
| L. vellardi        | Laurent, 1984                         |
| L. weyrauchi       | Orejas-Miranda, 1964                  |
| L. wilsoni         | Hahn, 1978                            |